# Astoria Palace

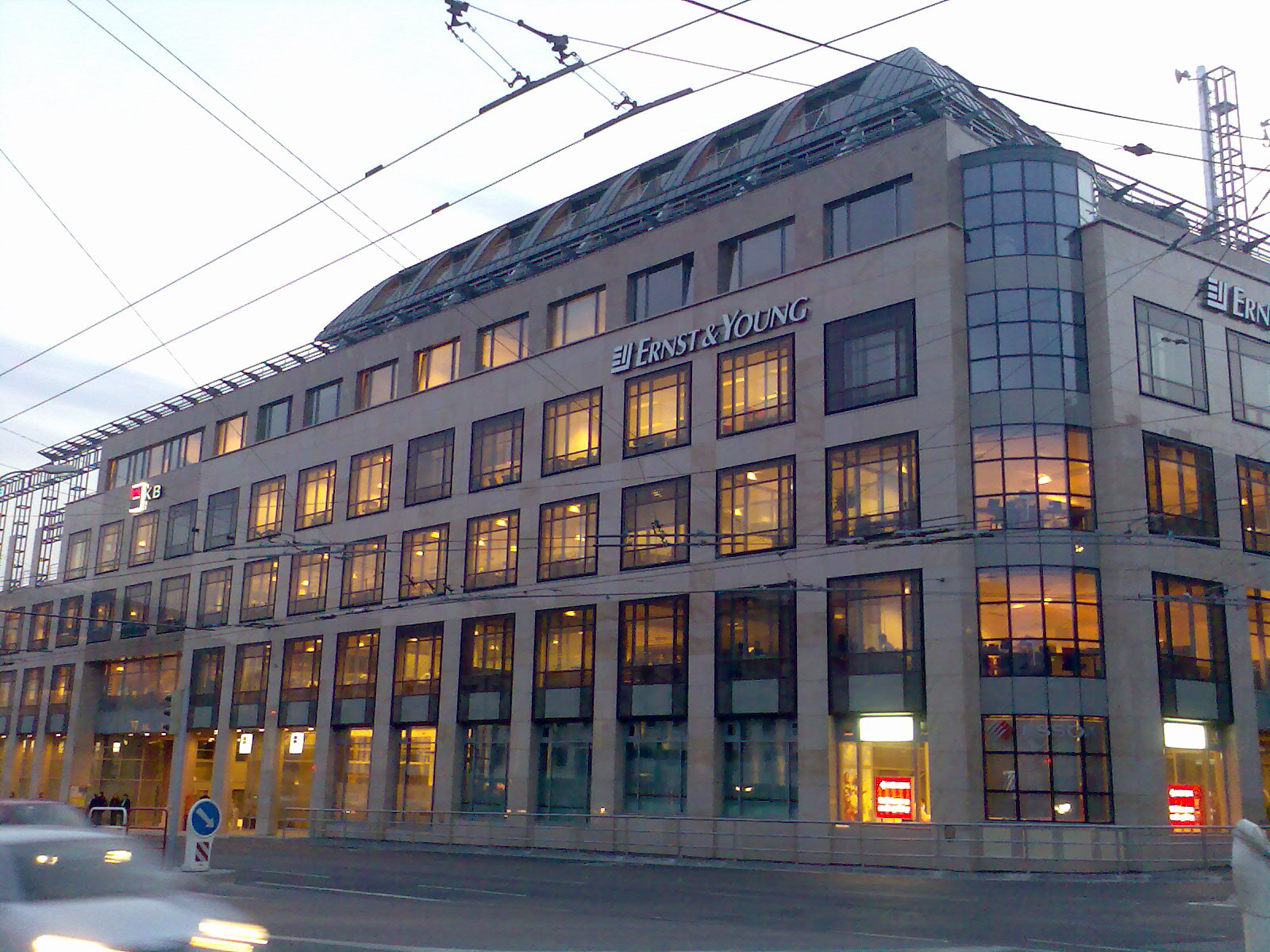
Astoria Palace widzinana z Hodžovo námestie

Astoria Palace – wielofunkcyjny budynek biurowy w Bratysławie, na Starym Mieście, na Hodžovo námestie.
Budowa rozpoczęła się w październiku 2004 r., ponieważ miejsce to było wyłączone z ruchu, w którym zajęto pas ruchu. To ograniczenie zostało usunięte pod koniec sierpnia 2007 roku, a cały budynek został ukończony na początku 2008 roku z wyjątkiem stacji przejście podziemnego pod Hodžovo námestie.
Projekt kompleksu był planowany od 1993 roku i budowa była wielokrotnie odkładana. Budowa Astoria Palace wymusiła również modernizację przejście podziemnego pod Hodžovo námestie. Sam budynek składa się z siedmiu kondygnacji, w parterze znajduje się wejście do przejście podziemnego, które łączy ulicy Palisády i Panenskú, i znajduje się tu przystanek komunikacji miejskiej.